# Peter Milling
Peter Milling (født 3. december 1957) er en dansk skuespiller.
Milling er uddannet fra Skuespillerskolen ved Odense Teater i 1986.[kilde mangler]
Han har bl.a. medvirket i Jesus Christ Superstar på Folketeatret, og har i de senere år undervist i teater.

## Filmografi
- Det store flip (1997)
- Parterapi (2010)
- Vilde Rolf (2012)

### Tv-serier
- Charlot og Charlotte (1996)
- Edderkoppen (2000)